# Nashieli Ramírez Hernández
Nashieli Ramírez Hernández es una promotora y defensora de derechos humanos con más de 40 años de trabajo en México.En noviembre de 2017 fue aprobada por la entonces Asamblea Legislativa del Distrito Federal para un primer periodo como presidenta de la ahora Comisión de Derechos Humanos de la Ciudad de México (2017-2021).Posteriormente, la I Legislatura del Congreso de la CDMX la reeligió para un segundo periodo (2021-2025). El 14 de mayo de 2024 fue nombrada Presidenta del Instituto Internacional del Ombudsman (IIO).
Es especialista en Investigación Educativa y Ejercicio de la Docencia por la Universidad Nacional Autónoma de México, Diplomada en Planeación por la misma casa de estudios, así como en Gobierno Local, Seguridad y Justicia por la Escuela de Estudios Superiores de Policía de Colombia y en “Laws, policies and reporting tools: supporting the fight against child labour” por el International Training Centre de la Organización Internacional del Trabajo (OIT). 
De diciembre de 2019 a noviembre de 2022 fungió como presidenta de la Federación Mexicana de Organismos Públicos de Derechos Humanos (FMOPDH). En la Alianza Global del Ombudsperson Local (AGOL) ocupa el cargo de Vicepresidenta Tercera y funge como Coordinadora General de la Red sobre Niñez y Adolescencia de la Federación Iberoamericana del Ombudsman (FIO), así como Vocal del Instituto Latinoamericano del Ombudsman (ILO).
Asimismo, formó parte del Grupo de Expertos en Primera Infancia de la Organización de Estados Iberoamericanos para la Educación, la Ciencia y la Cultura (OEI), presidió la Red por los Derechos de la Infancia en México y fundó la Alianza por los Derechos de Niñas, Niños y Adolescentes y fue integrante de la Red de Líderes Convergencia para la Primera Infancia (2020-2023).
Ha participado en más de 50 investigaciones y estudios en diversas temáticas sociales. Entre sus publicaciones se encuentra la serie La Infancia Cuenta en México (2005-2007); Prácticas familiares y participación infantil a partir de la visión de niños y adultos: un estudio exploratorio en América Latina y El Caribe (2008); Reforma Constitucional en Derechos Humanos. 10 años. Aproximaciones desde el sistema no jurisdiccional de Derechos Humanos (2021); Migración, miradas locales ante un fenómeno global (2022); La búsqueda de personas desaparecidas y el derecho a la verdad (2022) y Perspectivas de una democracia intergeneracional. Expectativas y realidades de la infancia respecto al sistema político mexicano (2023).

## Trayectoria
Participó en el diseño, instrumentación y operación de programas y estudios en los ámbitos de: indicadores de infancia, formación de profesores, promoción social, formación de capacitadores, organización y participación social, desarrollo comunitario, fortalecimiento municipal, programas sociales, desarrollo rural, equidad y género, micro financiamiento, desarrollo sustentable, población infantil migrante y derechos de la infancia, tanto en el ámbito de la administración pública como en el no gubernamental.
Asimismo, colaboró activamente en la Alianza por los Derechos de Niñas, Niños y Adolescentes en México, Colectivo contra la Trata de Personas, Mesa Social contra la Explotación de niñas, niños y adolescentes y Espacio Social para el Diálogo Estratégico, entre otros colectivos.
Ha participado en más de 50 investigaciones y estudios en diversas temáticas sociales. Entre sus publicaciones se encuentra la serie La Infancia Cuenta en México (2005-2007); Prácticas familiares y participación infantil a partir de la visión de niños y adultos: un estudio exploratorio en América Latina y El Caribe (2008); Reforma Constitucional en Derechos Humanos. 10 años. Aproximaciones desde el sistema no jurisdiccional de Derechos Humanos (2021); Migración, miradas locales ante un fenómeno global (2022); La búsqueda de personas desaparecidas y el derecho a la verdad (2022) y Perspectivas de una democracia intergeneracional. Expectativas y realidades de la infancia respecto al sistema político mexicano (2023).

### Puestos ocupados
- Presidenta del Instituto Internacional del Ombudsman (IIO) (2024-actual)
- Directora Regional para América Latina y el Caribe del Instituto Internacional del Ombudsman (IIO) (2021-2023)
- Coordinadora General de la Red sobre Niñez y Adolescencia de la Federación Iberoamericana del Ombudsman (FIO) (2020-actual)
- Integrante del Instituto Latinoamericano del Ombudsman – Defensor del Pueblo (ILO) (2020-actual)
- Vicepresidenta Tercera de la Alianza Global del Ombudsperson Local (AGOL) (2019-actual)
- Presidenta de la Federación Mexicana de Organismos Públicos de Derechos Humanos (2019-2022)
- Presidenta de la Comisión de Derechos Humanos de la Ciudad de México (2017-actual)
- Integrante del Consejo Consultivo del Sistema Nacional de Protección Integral de Niñas, Niños y Adolescentes (2016-2022)
- Representante Social en la CITI del Distrito Federal (2015-2017)
- Integrante del Consejo Social Consultivo del Instituto Nacional para la Evaluación Educativa (INEE) (2014-2016)
- Invitada Permanente en el Comité Intersecretarial para la Prevención y Erradicación del Trabajo Infantil y la Protección de Adolescentes Trabajadores en Edad Permitida en México CITI (2013-2017)
- Integrante de la Asamblea Consultiva del Consejo para Prevenir y Eliminar la Discriminación de la Ciudad de México (COPRED) (2012-2017)
- Consejera de la Comisión de Derechos Humanos del Distrito Federal (CDHDF) (2011-2016)
- Consejera de Radio Ciudadana del Instituto Mexicano de la Radio (IMER) (2010-2014)
- Integrante del Consejo Técnico Consultivo de la Ley Federal de Fomento para las Organizaciones de la Sociedad Civil en México (2010-2013)
- Consejera de Comunicación e Información de la Muer A.C. (CIMAC) (2009-2012)
- Consejera suplente segunda para el rubro de niños y jóvenes de la Junta de Asistencia Privada para el Distrito Federal (2009-2011)
- Consejera Presidenta de la Red por los Derechos de la Infancia en México (2007-2010)
- Presidenta del Patronato del Centro Interdisciplinario de Desarrollo Social (2007-2009)
- Consejera Editorial de la Sección Nacional del Periódico Reforma (2003-2004) y de la Sección de Educación (2014)
- Consejera Ciudadana Electoral del Distrito XXXI del Distrito Federal (2003-2008)
- Consejera de la Red de Mujeres Rurales (2003-2004)
- Directora general de Ririki Intervención Social, SC (2002-2017)
- Coordinadora General de Centro de Información Profesional AC (CIPAC) (2001-2002)
- Coordinadora de Programas Sociales, Coordinadora Nacional de Descentralización, Encargada del Despacho de la Dirección General, Subdirectora General Administrativa. Comité Administrador del Programa Federal de Construcción de Escuelas, Secretaría de Educación Pública (1994-2000)
- Directora de Enlace y Seguimiento. Instituto Nacional de Solidaridad (1992-1994)
- Subdirectora de Capacitación, directora región Norte-Centro y directora general de Capacitación del Programa Nacional de Solidaridad (1991-1992)
- Analista y jefa de Departamento en el Colegio de Bachilleres (1986-1990)
- Analista. Proyectos, Asesorías Promociones y Servicios SA (PAPSSA) (1980-1985, 2001)

## Publicaciones
Autora de:
- Mujeres, mujeres. (Revista Encuentro, 1987).[9]

- El condón a discusión. (Revista Encuentro, 1988).[10]

- Formación y Capacitación de voluntarios. (IMSS-Solidaridad, 1993).[11]

- Pasado, presente y porvenir de la construcción de escuelas: la descentralización del CAPFCE. (SEP, 2000).[12]

- La infancia cuenta en México 2005. (Revista Defensor de Derechos Humanos, 2006).[13]

- Para que no nos llueva sobre mojado. Hacia una cultura de la prevención de desastres en las zonas de alto riesgo de las barrancas de la delegación Álvaro Obregón. (Revista Entrelazándonos, Programas Metropolitanos y el FONDESO, 2006).[14]

- Estrategias educativas para infancia jornalera. (Indesol, 2008).[15]

- Primera Infancia, Una Agenda Pendiente de Derechos. (La primera infancia (0-6 años) y su futuro, 2009).[16]

- Niñas y Niños: La Ruptura Institucional. (Revista México Social, 2011).[17]

- Migrar en solitario. (Revista Mexico Social, 2011).[18]

- Huérfanos de la justicia. (Revista Mexico Social, 2011).[19]

- Entre el riesgo social y el pánico moral. (Revista Mexico Social, 2011).[20]

- Violencia entre pares, reflexiones desde la butaca. Revista Defensor de Derechos Humanos, 2011).[21]

- En busca del dato perdido. Sistema de información para cumplir los derechos de la niñez y adolescencia mexicanas. (Revista Defensor de Derechos Humanos, 2012).[22]

- Vida sana, un derecho pendiente. (Revista México Social, 2012).[23]

- Las "Tres D". (Revista México Social, 2012).[24]

- Prevenir las violencias desde la primera infancia. (Revista México Social, 2013).[25]

- Un Estado para la Infancia. (Revista México Social, 2013).[26]

- Tendencia con rostro infantil. (Revista México Social, 2013).[27]

- Salud al grado máximo. (Revista México Social, 2014).[28]

- Interés superior: Elementos de interpretación para el siglo XXI. (El interés superior del niño, 2014).[29]

- Cambios y retos de la política social para contribuir al desarrollo social y su vinculación con las organizaciones de la sociedad civil. (Política social y sociedad civil: retos para alcanzar la equidad y la justicia social, 2015).[30]

- Mesa 1. El trabajo infantil desde un enfoque de derechos. Políticas de prevención y trabajo infantil en México. (Los rostros del trabajo infantil en México: memoria del primer foro, 2015).[31]

- Rostros infantiles de la explotación laboral. (Revista México Social, 2016).[32]

- Hijas e hijos de madres adolescentes. (Revista México Social, 2016).[33]

- Caminito de la escuela: voces de niñas y niños de 6 a 9 años de edad en la Consulta 2015. (Percepciones sobre la confianza, la seguridad y la justicia en la Consulta infantil y juvenil 2015, 2017).[34]

- La protección de los derechos humanos en contextos de detenciones: aportes de la recién publicada Ley Nacional del Registro de Detenciones. (Revista Digital de la Reforma Penal, 2019).[35]

- Artículos 48 y 51. (Ley Comentada de la Comisión de Derechos Humanos del Estado de México, 2019).[36]

- Sistema No Jurisdiccional de Protección de Derechos Humanos, importancia del fortalecimiento de su autonomía. (Autonomía de los Organismos Públicos de Derechos Humanos, 2019).[37]

- Una oportunidad para reafirmar y consolidar los avances en el campo de los derechos humanos de las mujeres, de la niñez y el derecho al cuidado. (Voces por la universalidad de los derechos humanos, a 70 años de la Declaración Universal de los DDHH, 2020).[38]

- Violencia digital y género. (Revista Tribuna DDHH-CDHM, 2021).[39]

- Perspectiva de género en la procuración de justicia. Agenda pendiente y propuestas. (Revista Digital de la Reforma Penal, 2021).[40]

- El regreso a clases en México: Una urgencia en la agenda de derechos de niñas, niños y adolescentes. (Revista Innovación Empresarial de COPARMEX, 2021).[41]

- La defensa no jurisdiccional de los derechos humanos. (Las reformas constitucionales de derechos humanos y amparo: a diez años de su promulgación, 2021).[42]

- La reforma constitucional y su impacto en los derechos de los grupos de atención prioritaria. (Reforma constitucional en derechos humanos. 10 años. Aproximaciones desde el sistema no jurisdiccional de derechos humanos, 2021).[43]

- División de poderes y organismos públicos autónomos. (Elecciones 2020-2021 Pluralismo o presidencialismo hegemónico. División de poderes y organismos constitucionalmente autónomos, 2021)[44]

- La segregación por género en el transporte público de la Ciudad de México como medida para el ejercicio del derecho a la movilidad libre de violencia. (Revista Bimestral del Consejo Económico Social y Ambiental de la CDMX, 2022).[45]

- El entramado de las violencias de género contra las mujeres en los contextos migratorios. (Revista Tribuna DDHH-CDHM, 2022).[46]

- Personas Adolescentes en México: Retos en la salud mental, educación, trabajo y ciberacoso. (Jarocho Cuántico, suplemento La Jornada, 2022).[47]

- Aportaciones relevantes del Caso Rosendo Radilla Pacheco vs. Estado Mexicano ante la Corte Interamericana de Derechos Humanos. (Evolución del control de constitucionalidad y convencionalidad a partir de las reformas constitucionales 2011 y 2014, 2022).[48]

- Reflexión. (Un legado scout por la paz, Frases de Vida, 2022).[49]

- Migración, miradas locales ante un fenómeno global. (Migración. El rostro del siglo XXI. Meditaciones y propuestas sobre el fenómeno migratorio en Estados Unidos, México y Latinoamérica, 2022)[50]

- Desafíos y propuestas para la protección de la infancia. (La infancia, futuro del mundo. Retos y propuestas de protección a las nuevas generaciones, 2022)[51]

- La búsqueda de personas desaparecidas y el derecho a la verdad. (Revista IBERO, número 81).[52]

- Línea amiga #CDHCMAMIGA: Un ejercicio de proximidad. (Inherente & Universal: Revista Zona Este de la FMOPDH, Año 1, Número 1).[53]

- La presencia de las mujeres y su contribución en la consolidación de la democracia contemporánea del Tribunal Electoral de la Ciudad de México. (La presencia de las mujeres y su construcción en la consolidación de la democracia contemporánea, Primera Edición).[54]

- Perspectivas de una democracia intergeneracional. Expectativas y realidades de la infancia respecto al sistema político mexicano. (La sinergia democrática de los derechos humanos en torno al sistema político-electoral de la Ciudad de México, Primera Edición).[55]

- En Globalización desde un enfoque de derechos con el artículo Derechos humanos: miradas locales ante fenómenos globales (2023) [56]

- Colaboradora con un artículo en la Federación Mexicana de Universitarias & Comisión de Derechos Humanos de la Ciudad de México. (2024). La violencia contra las mujeres y la agenda feminista 2030 (P. Galeana, Coord.) [57]

- Artículo en Comisión de Derechos Humanos de la Ciudad de México. (2023). 30 años defendiendo los derechos humanos: Reflexiones y anécdotas del personal de la Comisión de Derechos Humanos de la Ciudad de México.* [58]
- Autora en el compilado de "Encuentro racismo, arte y cultura del Instituto Nacional de Bellas Artes y Literatura.* [59]

Coautora de:

- Componentes nutricionales y tejido social del programa oportunidades. (Revista Economía Informa, 2004).[60]

- Mira con otros ojos, tienes derecho a ser quien eres. (Proyecto de Coinversión 2004 Incorporación del enfoque de género en el trabajo con niños, niñas y jóvenes en situación de calle, 2004).[61]

- Manual de Género para adultos y adultas mayores. (Ririki, Intervención Social S.C., 2005).[62]

- ¡Alerta con los agroquímicos! Manual para la instrumentación de talleres infantiles para fomentar cultura de protección, uso y manejo adecuado de sustancias agroquímicas. (Ririki, Intervención Social S.C., 2006).[63]

- La infancia cuenta en México 2006. (Red por los Derechos de la Infancia en México, 2006).[64]

- La infancia cuenta en México 2007. (Red por los Derechos de la Infancia en México, 2007).[65]

- La infancia cuenta en el Distrito Federal 2008. (Red por los Derechos de la Infancia en México, 2008).[66]

- Practicas familiares y de participación infantil a partir de la visión de niños y adultos: un estudio exploratorio en América Latina y el Caribe. Serie: La infancia cuenta en México. (PROMUNDO, 2008).[67]

- Un dos tres por mí y todos mis amigos… Las voces de las niñas y los niños pequeños en Juárez. (Equidad para la Infancia, 2010).[68]

- Vulnerability as a palimpsest: Practices and public policy in a Mexican hospital setting. (CEDUA: Health, an Interdisciplinary Journal for the Social Study of Health, Illnes and Medicine, 2021).[69]

- Niños, niñas y adolescentes en pandemia. (Covid-19 y Bioética, 2021).[70]

Prólogos o Introducciones en:
- Horas infaustas: la tragedia del New´s Divine. (Ririki Intervención Social, S.C., 2009)[71]

- Inclusive. Víctimas de violaciones de derechos humanos o de la comisión de delitos. (Instituto Electoral de la Ciudad de México, 2019).[72]

- Salvemos a la infancia: La lucha de un hombre contra la explotación infantil (Grano de Sal, 2019)[73]

- Nuestras voces, nuestros derechos. (CDHCM y SECTEI, 2019).[74]

- Mamás en cuarentena: historias de la pandemia. (CDHCM, 2020)[75]

- Reforma Constitucional en Derechos Humanos. 10 años. Aproximacions desde el sistema no jurisdiccional de Derechos Humanos. (CDHCM, 2021)[76]

- El Poder Legislativo en la Ciudad de México: de la Asamblea Legislativa del Distrito Federal al Congreso de la Ciudad de México. (CDHCM, 2020) [77]

Coordinación en:
- La Infancia Cuenta en México. (Red por los Derechos de la Infancia en México, 2005).[78]

- La infancia cuenta en México 2006. (Red por los Derechos de la Infancia en México, 2006).[79]

- Juego y Aprendo con mi Sexualidad. Manual para educadores/as. (Ririki Intervención Social S.C., 2007).[80]

- Apuntes metodológicos para el desarrollo de intervenciones socioeducativas. (Ririki Intervención Social S.C. e INDESOL, 2008).[81]

- Del Matatero tero lá al Matarile rile ro: Infancia migrante en Tapachula. (Ririki Intervención Social S.C. e INDESOL, 2009).[82]

- ¡Todas valemos mil! Ejercicios para la construcción de ciudadanía desde una perspectiva de género. (Ririki Intervención Social S.C., 2010).[83]

- Atención a la Primera Infancia: Dos experiencias desde las Organizaciones Sociales.  (Ririki Intervención Social S.C., 2010).[84]

- Detrás de la puerta...que estoy educando. Violencia hacia niñas y niños en el ámbito familiar en México. (Ririki Intervención Social S.C., 2013).[85]

- Reforma constitucional en derechos humanos. 10 años Aproximaciones desde el sistema no jurisdiccional de derechos humanos. (Comisión de Derechos Humanos de la Ciudad de México, 2021).[86]

Colaboración:
- Asesora en Apartado de Educación en Legislación, políticas públicas y situación de los derechos humanos de la infancia en el Distrito Federal. (Red por los Derechos de la Infancia en México y CDHDF, 2003).[87]

- Compilación en Infancias mexicanas. Rostros de la desigualdad. (Red por los Derechos de la Infancia en México, 2005).[88]

- Colaboradora en Creciendo en América del Norte: El bienestar de la infancia en Canadá, Estados Unidos y México. (REDIM,  A.C. Canadian Council on Social Development The Annie E. Casey Foundation, 2006).[89]

- Colaboradora en Growing Up in North America: Child Well Being in Canada, the United States, and México. (REDIM,  A.C. Canadian Council on Social Development The Annie E. Casey Foundation, 2006).[90]

- Colaboradora en Creciendo en América del Norte: Salud y seguridad de la Infancia en Canadá, Estados Unidos y México. (REDIM,  A.C. Canadian Council on Social Development The Annie E. Casey Foundation, 2006).[91]

- Colaboradora en Growing Up in North America: Child Health and Safety in Canada, the United States, and México. (REDIM,  A.C. Canadian Council on Social Development The Annie E. Casey Foundation, 2006).[92]

- Colaboradora en Creciendo en América del Norte: Bienestar económico de la Infancia en Canadá, Estados Unidos y México. (REDIM,  A.C. Canadian Council on Social Development The Annie E. Casey Foundation, 2006).[93]

- Investigadora en Prácticas familiares y participación infantil a partrir de la visión de niños, niñas y adultos: un estudio exploratorio en América Latina y Caribe. (PROMUNDO, 2006-2007).[94]

- Colaboradora en La Infancia cuenta en la Frontera Norte 2008. (Red por los Derechos de la Infancia en México, 2008).[95]

- Desarrollo en La infancia cuenta en México 2008. (Red por los Derechos de la Infancia en México, 2008).[96]

- Desarrollo e investigación en La Infancia cuenta en México 2009. Las niñas. (Red por los Derechos de la Infancia en México, 2009).[97]

- Investigadora en Un, dos, tres por mi y por todos mis amigos. Las voces de las niñas y los niños pequeños de Juárez. (Programa Infancia en Movimiento, 2010).[98]

- Colaboradora en Major Archievements in Ombudsman Works. Success Stories from Around the word [99]

- Apertura inicial del Speech by King Willem-Alexander at the opening of the Internacional Ombudsman Institute World Conference, the Hagua. (2024) [100]

- Colaboradora en "Voces por la universalidad de los derechos humanos. A 70 años de la Declaración Universal de los Derechos Humanos. Colección IECEQ" [101]

Entrevistas:
- Líderes Internacionales: Nashieli Ramírez. (Revista Cambio, 2009).[102]

- Entrevista: Propuesta en pañales. (Excélsior, 2012).[103]

- Entrevista: Protegen derecho al voto¨. (Excélsior, 2015).[104]

- Entrevista: Nashieli Ramírez Hernández, Consejera. (CDHDF, 2015).[105]

- Entrevista: Maltrato, un tema de Derechos. (Excélsior, 2016).[106]

- Entrevista: Diálogo Red de Líderes Convergencia para la Acción 2020/2022. (Convergencia para la Acción, 2022).[107]

- Entrevista: Trabajo en la Ciudad. (Instituto de Capacitación para el Trabajo de la Ciudad de México, 2024).[108]

- Entrevista: Derechos Humanos con Mirada Feminista. (Vértigo y universidad de la Libertad) [109]